# Hochmeisterplatz
Der Hochmeisterplatz ist eine Grünanlage im Berliner Ortsteil Halensee an der Westfälischen Straße, in der Nähe des Kurfürstendamms und der Schaubühne am Lehniner Platz. Der Platzname erinnert an die Hochmeister als höchstes Amt im Deutschen Orden und nimmt Bezug auf die am Platz im Dreieck Paulsborner/Westfälische und Nestorstraße gelegene Hochmeisterkirche.

## Geschichte

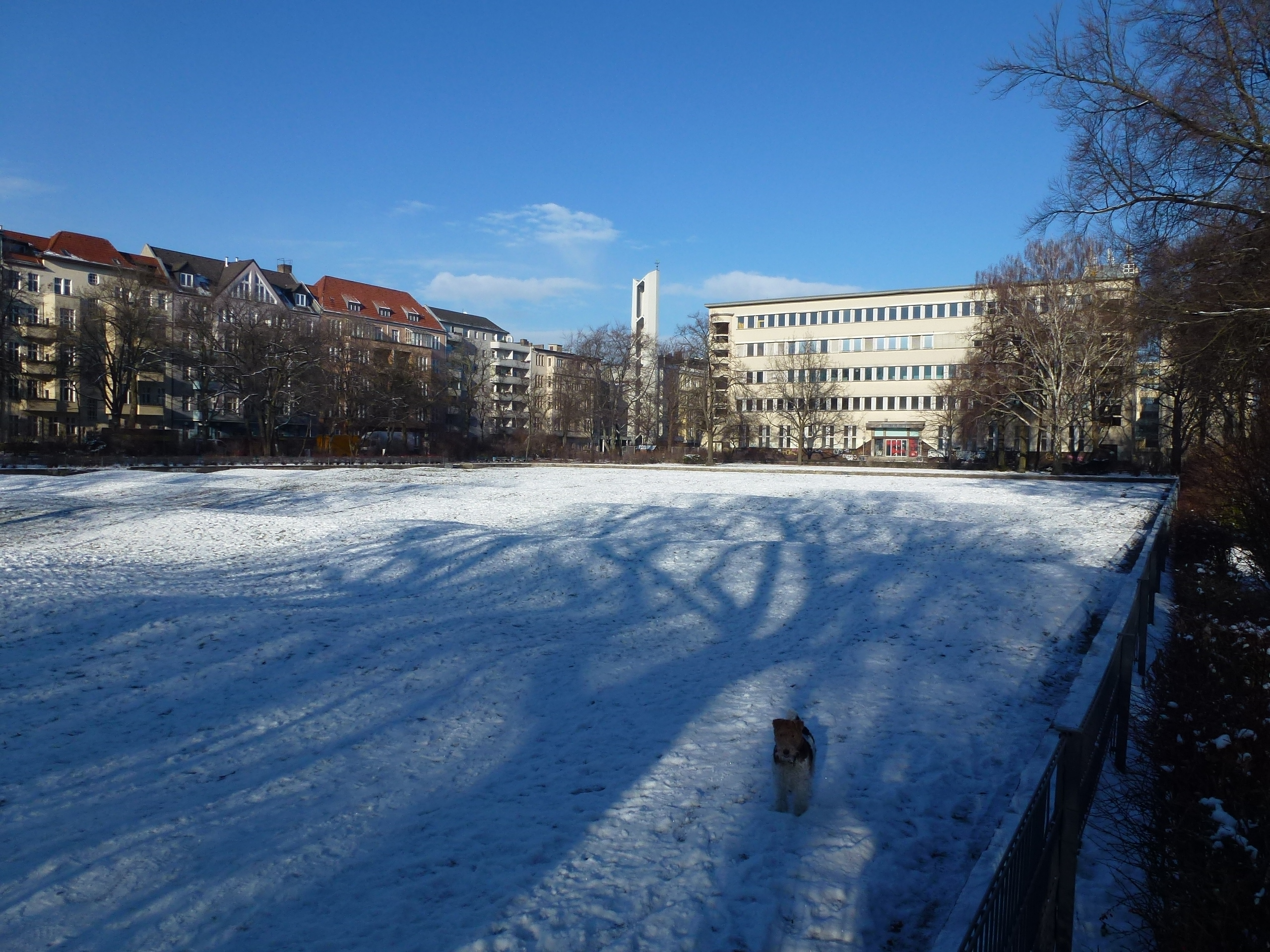
Situation im Januar 2016 mit dem 2017 abgerissenen Postgebäude und der St.-Albertus-Magnus-Kirche

Der Platz wurde 1876 angelegt und erhielt zunächst den Namen Buchwaldplatz, bis er 1892 in ‚Hochmeisterplatz‘ umbenannt wurde. Vor 1930 wurde eine Grünanlage mit einem Kinderspielplatz von dem Gartenarchitekten Erwin Barth angelegt. Seine Pläne enthielten auch eine tiefergelegene Liegewiese und Gehölzpflanzungen an den Straßen, die 1936 von dem Gartendirektor des damaligen Bezirks Wilmersdorf Richard Thieme vervollständigt und ausgebaut wurden. 1959/1960 wurde dem Ensemble durch Eberhard Fink Sitzplätze hinzugefügt. Im Jahr 2017 wurde das 1933 als Postamt Halensee 2 von dem Architekten Willy Hoffmann im Stil der Neuen Sachlichkeit errichtete und zuletzt von der Deutschen Post AG genutztes Dienst- und Bürogebäude an der nördlichen Seite der Grünanlage zwischen Nestor- und Cicerostraße abgerissen und durch ein im Frühjahr 2021 fertiggestelltes Gebäude mit 110 Wohnungen bei 11.000 m² Wohnfläche der Bauwert AG ersetzt, wobei der Hochmeisterplatz auf deren Kosten neugestaltet werden sollte. Die Neugestaltung durch die Bauwert AG lehnte das Bezirksamt aber ab, es wurde lediglich der durch die Bauarbeiten in Mitleidenschaft gezogene Bereich wieder hergestellt.

## Beschreibung
Durch Gehölze von den umgebenden vier Straßen abgeschirmt befinden sich inmitten der rechteckigen Grünanlage eine wellenförmig gestaltete Liegewiese und an der südlichen Seite zwei Sportplätze sowie ein ovaler Kinderspielplatz.
Dienstags und freitags findet in der anliegenden Nestorstraße ein Wochenmarkt statt.

## Gedenken
Am Hochmeisterplatz sind mehrere Gedenksteine für die Novemberpogrome 1938 und zudem ein Gedenkstein für den Hochmeister Albrecht von Preußen (1490–1568) aufgestellt worden:
| Bild | Inschrift |
| ---- | --- |
|      | Gedenkstein Novemberpogrome 1938: „Die Stimme Des Blutes Deines Bruders Schreit Zu Mir Von Der Erde“ 9. November 1938 Judenpogrom In Dieser Stadt Erinnern Der Schrecken Die Schuld Nicht Vergessen                                                        |
|      | Gedenkstein: Nicht Vergessen Am Dritten Tage Zuerst An Den Von Den Toten Aufgefahren In Den Himmel |
|      | Gedenkstein: Erinnern Gekreuzigt Gestorben Und Begraben Hinabgestiegen In Das Reich Des Todes |
|      | Gedenkstein Albrecht von Preußen: Erinnern nicht vergessen Albrecht 1490 – 1568 Letzter Hochmeister des deutschen Ritterordens und erster evangelischer Herzog in Preußen Reformator Gründer der Universität Koenigsberg Liederdichter Vertrau Gott Allein |